# 武吉南宁
武吉南宁，是馬來西亞柔佛州麻坡縣的一座城鎮，是峇吉里國會議席之一。

## 設施

### 教育
- 武吉南宁國中
- 武吉南宁國小

### 宗教
- 祈禱室（Surau Al Taqwa）